# Xesqui Castañer López
Xesqui Castañer López (Valencia, 9 de julio de 1952 - Valencia, 1 de octubre de 2018) fue una profesora universitaria de Historia del Arte y política española. Presidió las Juntas Generales de Álava entre 6 de julio de 1999 y octubre de 2003, siendo la primera mujer en ocupar dicho cargo.

## Actividad política
En su juventud perteneció a la organización socialista clandestina de Valencia.
Entre 1979 y 1980 fue asesora de la Consellería de Cultura de la Generalitat Valenciana en las tareas de estudio, planificación y gestión del Patrimonio Artístico. Posteriormente fue concejal del Ayuntamiento de Vitoria entre 1983 y 1987 y jefa del gabinete del Vicelehendakari y Consejero vasco de educación, Fernando Buesa, entre 1990 y 1994.
Presidió las Juntas Generales de Álava entre 6 de julio de 1999 y octubre de 2003 como procuradora por el Partido Socialista de Euskadi - Euskadiko Ezkerra (PSE-EE) con el respaldo de los votos de su grupo junto a los del Partido Popular y Unidad Alavesa, siendo la primera mujer en ocupar dicho cargo. En la sesión plenaria de esta cámara del 20 de marzo de 2000, Xesqui Castañer leyó un discurso destacando el trabajo de Fernando Buesa por la defensa de las libertades, tras su asesinato el 22 de febrero del mismo año.
Su actividad política se caracterizó por la defensa de la igualdad entre hombres y mujeres, el fomento de la laicidad en las Juntas Generales de Álava y la modernización y acercamiento del trabajo de la cámara a la ciudadanía.

## Carrera académica e investigadora
Se licenció en Filosofía y Letras (sección Historia) por la Universitat de Valencia en 1975 y diez años más tarde, en 1985, se doctoró en Geografía e Historia por la Universidad del País Vasco, incorporándose a esta universidad como profesora titular de Historia del Arte un año después.
En 2003 regresó a Valencia y se incorporó al Departamento de Historia del Arte de la Universitat de València. Entre 2012 y 2017 fue la directora del máster interuniversitario en Historia del Arte y Cultura Visual impartido por la Universistat de València y la Universitat Jaume I (UJI) de Castellón.
En 2016 obtuvo la acreditación de la ANECA como catedrática de universidad, si bien no llegó a promocionar.
Como investigadora se especializó en arte actual, en la visualización del género en la historia del arte y en la cultura visual; en la representación de las identidades y de la diversidad cultural en la era de la globalización, en la relación entre las nuevas tecnologías con el arte y el activismo político, así como en diversos aspectos del patrimonio artístico de Euskadi. Sobre los temas de su especialización publicó una treintena de libros y capítulos de libros y dirigió diferentes tesis doctorales, como la primera tesis sobre el grafiti en Valencia, defendida en 2015.